# Războiul de trei sute treizeci și cinci de ani

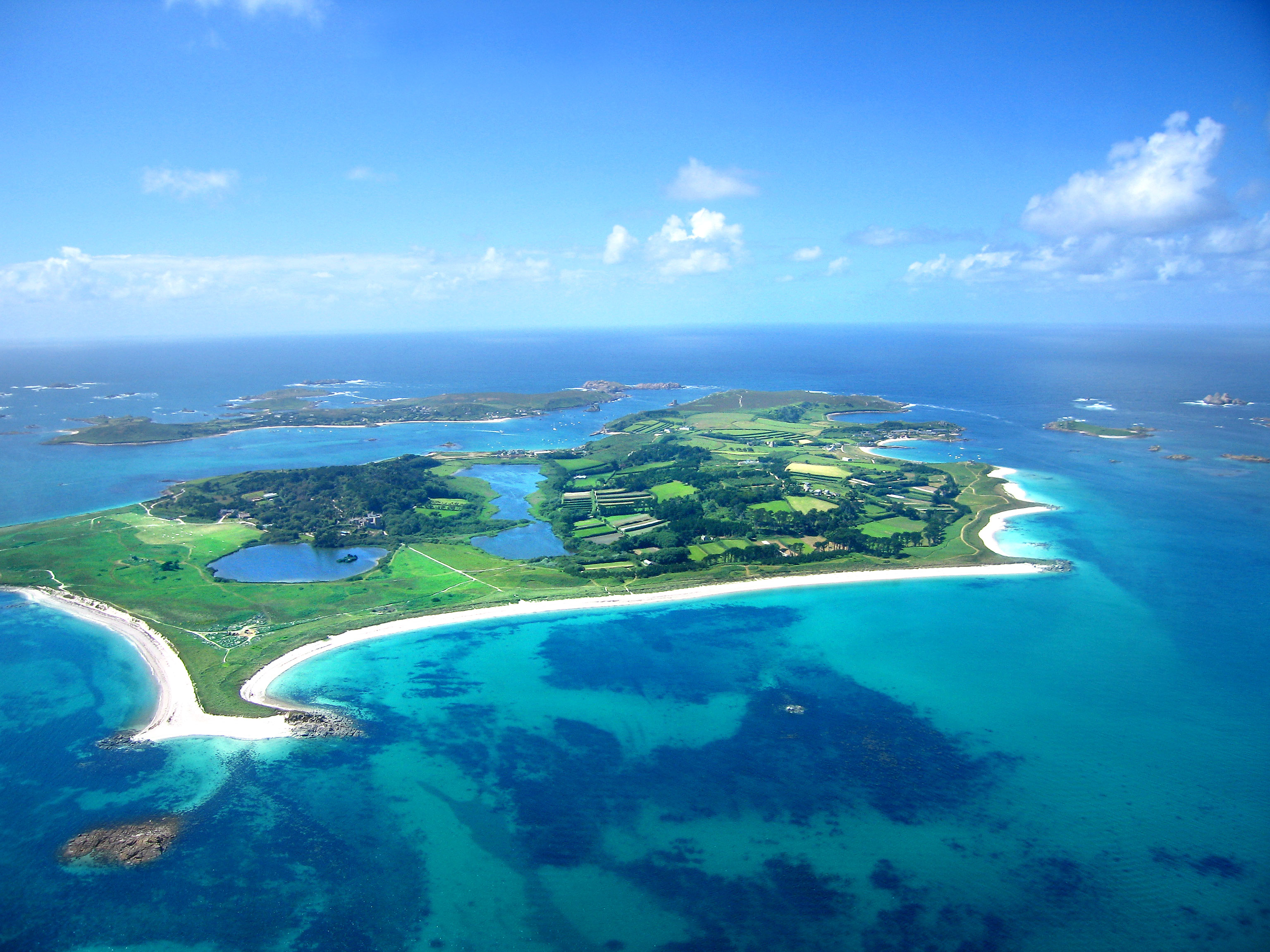
Vedere aeriană a insulei Tresco, una din insulele arhipelagului insulelor Scilly.

Războiul de trei sute treizeci și cinci de ani (1651 – 1986) a fost un război între Țările de Jos (comun cunoscute ca Olanda) și Insulele Scilly (localizate în dreptul coastei sud-vestice a Marii Britanii). Durata sa de ordinul sutelor de ani a fost determinată de |inexistenţa vreunui tratat de pace pentru 335 de ani. Deși a durat oficial atât de mult, totuși nici măcar un singur foc nu a fost vreodată tras. Aceste fapte fac ca acest război să fie simultan cel mai lung război cunoscut din istoria omenirii și cel cu cele mai puține victime. În ciuda neclarității care plana asupra validității declarației de război din anul 1651, pacea a fost declarată și semnată în 1985.

## Războiul

### Origini
Originile războiului pot fi găsite în Second English Civil War(al doilea război civil Englez), a luptat între Regaliștii și Parlamentarii de la 1542 la 1652. Oliver Cromwell a luptat cu Regaliștii la marginile Regatului Angliei. Acest lucru a însemnat că în vestul Angliei, Cornwall, a fost singurul bastion monarhist. În 1648, Cornwall a înaintat până când continentul Cornwall a fost în mâinile Parlamentarilor.
Un atu major al Regaliștilor a fost Marina, care s-a declarat Prince of Wales(Prințul din Wales). Marina Regaliștilor a fost nevoită să se retragă în insulele Scilly, care se află în largul coastelor Cornawall și au fost în proprietatea monarhistului Sir John Grenville.